# Дітки (Доктор Хаус)
«Дітки» (англ. Kids)  — дев'ятнадцята серія першого сезону американського телесеріалу «Доктор Хаус». Прем'єра епізоду проходила на каналі FOX 3 травня 2005. Доктор Хаус і його команда мають врятувати 12-річну дівчинку.

## Сюжет
Змагання по плаванню зупинили через непритомного глядача. Як виявилось він хворів на менінгіт, а тому всі глядачі шоу мали пройти перевірку в лікарні. Щоб уникнути роботи в лікарні, Хаус береться за справу 12-річної Мері, яка брала участь у змаганні. Вона має симптоми, які вказують на менінгіт, проте його в неї немає. Найяскравіша ознака: біль у голові, проте він починається лише тоді, коли Мері крутить головою з боку в бік.
З часом у Мері внутрішня кровотеча у мозку. Форман робить різні тести і аналізи, проте причина так і не з'ясовується. Хаус розуміє, що дівчина вагітна в 12 років, а так як її організм ще не готовий до цього, вагітність викликала тромб у мозку. Хаус питає про вагітність у самої Мері і та не заперечує. Дівчині повинні зробити аборт, проте вона просить Хауса не казати про цей випадок її батькам. Аборт проходить успішно і Мері вирішує сама розповісти про вагітність батькам.
Так як Кемерон пішла, на її місце Хаус має найняти нового працівника. Він з Вілсоном прослухує декілька претендентів, проте розуміє, що йому потрібна саме Кемерон. Хаус вирішує ще раз навідатись до Елісон і попросити її працювати з ним. Кемерон погоджується, але з одною умовою — Хаус має сходити з нею на побачення. Спантеличений Хаус погоджується.